# Oscar Rosswall
Johan Oscar Rosswall, ursprungligen känd som J.O. Peterson, född 26 april 1890 på Tunaberg i Gamla Uppsala församling, Uppsala län, död 25 november 1971 i Kungsholms församling, Stockholm, var en svensk redaktör och bokförläggare. Han är mest känd som utgivare av den första upplagan av det biografiska uppslagsverket Vem är Vem (1945–1950).
Rosswall, som var son till godsägare P.J. Peterson och Mathilda Anderén, genomgick Gävle borgarskola 1904–1907, var anställd i AB Gefle Orgel- & Pianofabrik 1909–1912, i Försäkringbolaget Valand i Stockholm 1913, AB Axel Christiernsson 1914–1915, bedrev egen affärsverksamhet i Stockholm från 1915, var innehavare Svenska katalogförlaget 1923–1958, av Stockholms Reklambyrå från 1925, av Vem är Vem Bokförlag 1943–1958 och av konsthandeln Svensk konsttjänst från 1958. Han representant för rikstelefonkatalogen från 1937 och för Skytteförbundets överstyrelse från 1942. Han var i sin ungdom aktiv medlem i Gefle IF och Djurgårdens IF och blev distriktsmästare i fotboll. Han är gravsatt på Skogskyrkogården i Stockholm.
Rosswall gifte sig 1927 med Elsa Elisabet Vallin (1899–1953) och 1954 med Lya Gabrielsson-Rosswall. Med den senare hustrun fick han sonen Gert Rosswall (1949–2013).